# Ridolfi

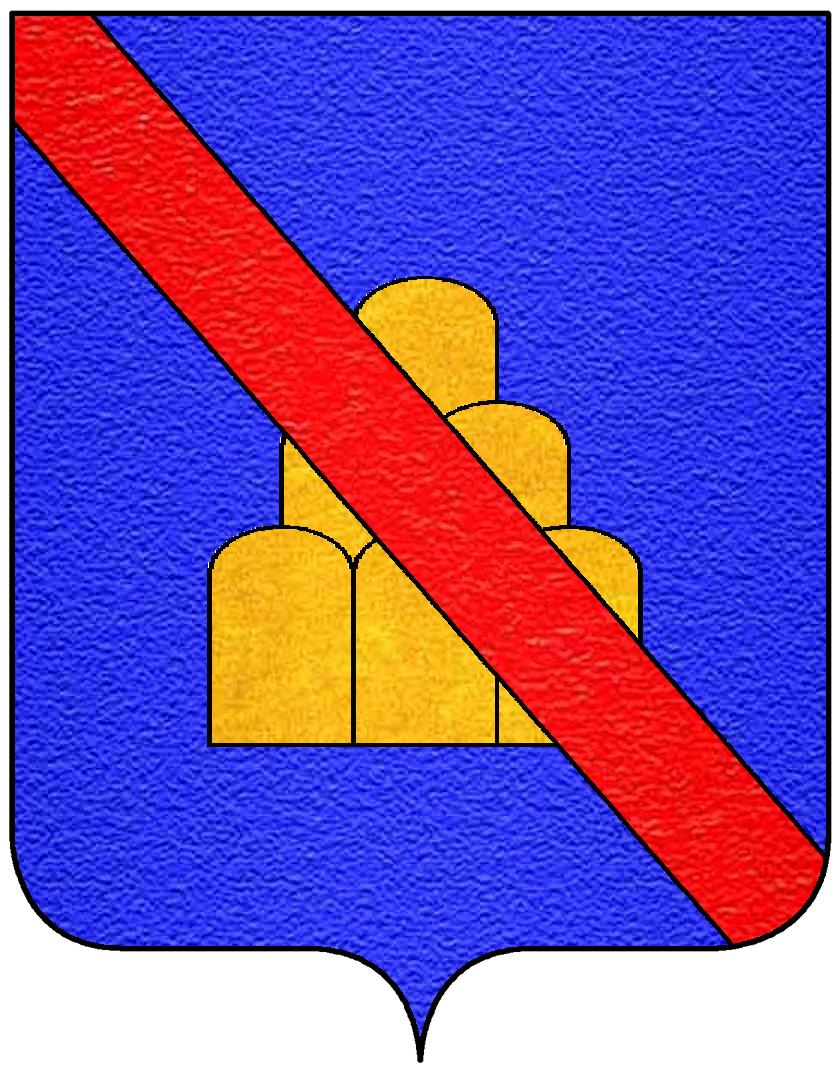
Wappen der Ridolfi

Die florentinische Patrizierfamilie der Ridolfi ist ein italienisches Adelsgeschlecht.
Der Nachname stammt von einem gewissen Ridolfo di Diotifeci Fecini und kommt von lat. Ridolphus. Der Genitiv, der eine patronimische Funktion hat, ist also Ridolphi und würde im Deutschen als von Ridolfo übersetzt werden. Die Familie ist patrizisch seit dem 29. März 1751.

## Geschichte
In der zweiten Hälfte des 13. Jahrhunderts gab es drei Familien in Florenz, die den Nachnamen Ridolfi hatten. Je nachdem, wo die Familien lebten, führten sie einen anderen Namenszusatz. Es gab die Ridolfi di Ponte, die Ridolfi di Borgo und die Ridolfi di Piazza.
Die Ridolfi di Ponte, also von der Brücke, nannten sich so, weil sie in der Nähe von Ponte Vecchio lebten, in dem Stadtviertel S. Spirito, im Banner della Scala (von der Treppe). Sie stammten aus Fiesole und waren im „Goldenen Buch“ der adligen florentinischen Familien eingeschrieben. Die Familie starb aus, als die Tochter von Zanobi ohne weitere Nachfolger Pietro Mancini heiratete.
Die zweite Familie, die der Ridolfi di Borgo, also von dem Weiler, stammte ebenso aus Fiesole und lebte, wie schon der Name berichtet, im Weiler von S. Jacopo, im Banner „del Nicchio“ (von der Muschel). In der Familie gab es 9 Bannerherren und 41 Prioren. Sie starb im Jahre 1654 aus.
Die wichtigste und noch heute existierende Familie ist die der Ridolfi di Piazza, also vom Stadtplatz. Sie wohnten auf dem Platz von der S. Felice-Kirche, im Banner „della Ferza“ (von der Peitsche). Sie stammten von dem Händler Ridolfo di Diotifeci Fecini ab. Er kam aus dem Schloss von Poppiano, in der Val di Pesa und zog in der zweiten Hälfte des 18. Jahrhunderts in den florentinischen Stadtteil Oltrarno, in die Gemeinschaft von San Frediano, genauer in Via Maggio, wo heute noch die Familienpaläste stehen. Er und seine Nachfahren wurden in der Carmine-Kirche begraben. In der Familie gab es 13 Senatoren, zwei Kardinäle, einen Staatskanzler, 52 Bannerherren und 21 Prioren der Gerechtigkeit, die für uns „Staatsoberhaupt“ bedeuten. Diese Anzahl wurde von keiner anderen florentinischen Familie je übertroffen.
Über viele ghibellinische (antiklerikale) Ridolfi steht etwas in den verlorengegangenen Dokumenten. Man kennt einen Lorenzo di Antonio Ridolfi (1362–1442) (in der italienischen Renaissance wurden die Namen der Väter mitinbegriffen, deswegen Lorenzo di Antonio), Botschafter der Medici, reicher Kaufmann und Rechtsgelehrter, der für seine Fähigkeiten und Tugenden von Robert von Bayern zum Pfalzgraf ernannt wurde. Er war außerdem hochberühmt, weil er selbst die Koalition zwischen Florenz und Venedig gegen den Herzog von Mailand schloss. Somit fing der Aufstieg der Ridolfi zum Adel an.
Lorenzo und sein Sohn Antonio waren Freunde der Familie von Medici. Bartolomeo di Niccolò Ridolfi und Bartolomeo di Jacopo Ridolfi (1420–1457) waren ebenso Freunde der Medici. Der florentinische Botschafter Antonio di Jacopo (1454–1499) wurde nach Pisa geschickt, um die Medici zu vertreten. Er war ein Freund von Lorenzo il Magnifico. Giovanni Battista di Luigi (1448–1514), der ein Unterstützer von Girolamo Savonarola und Botschafter des florentinischen Heeres in Pisa war, war den Medici feindlich gesinnt. Ein anderer Verschwörer war Piero di Lorenzo Ridolfi. Er wurde aus dem florentinischen Staat verbannt, da er als Verschwörer gegen die Medici-Herrschaft galt. Sein Sohn war ebenso ein Verschwörer, der an der Strozzi-Verschwörung teilnahm.
Die Familie der Ridolfi bekam 1602 den Markgrafentitel von Baselice im Reich von Neapel von Philipp II. von Spanien.
Dann bekam die Familie (Ferdinando Ridolfi) von dem Großherzog Ferdinando II. von Toskana den Adelstitel der Markgrafen von Montescudaio und Guastalla.

## Stiozzi Ridolfi
Ein Nebenstamm der Ridolfi sind die Stiozzi Ridolfi.
Ein gewisser Filippo, genannt Pippo di Piero di Lippo Stiozzi stammte aus Montelupo und war Weber. Er zog 1427 nach Florenz. Seine Nachfolger siedelten sich im 16. Jahrhundert in Florenz ein.
Die Stiozzi Ridolfi entstanden aber, als sich der 3. Markgraf Niccolò Ridolfi entschied als Nachfolger die Stiozzi auszusuchen. Mit dem Tod von Anton Filippo Stiozzi Ridolfi wurde ein Junge namens Girolamo De Cepperello adoptiert und somit zum Nachfolger Giuseppe Stiozzi Ridolfi ernannt. Der Markgrafentitel wurde nach dem Tod von Giuseppe Stiozzi Ridolfi an Ignazio di Giovan Francesco Ridolfi weitergeleitet. Er gehörte zu dem Stamm der Ridolfi di Meleto, die vom Stamm di Piazza abstammen.

## Um das Jahr 1800
In den Jahren nach 1820 war der Markgraf Cosimo Ridolfi sehr berühmt, weil er zusammen mit Viessuex und Lambruschini die „Accademia dei Georgofili“, von der er später Präsident wurde, gründete. Er gründete auf seinem Grundstück in Meleto in der Val d’Elsa eine Agrarschule. Außerdem gründete er die erste Agraruniversität der Welt in Pisa. Er gründete auch die Bank „Cassa di Risparmio di Firenze“. Cosimo Ridolfi war auch Staatskonsul (1847), Innenminister, Unterrichtsminister, Senator und Staatskanzler.
Sein Sohn Luigi (1827–1909), natürlich auch Markgraf von Montescudaio und Guastalla, war Direktor verschiedener Banken. Er war Senator. Sein Sohn Carlo wurde nach dem Tod des Vaters (1909) Markgraf. Der Markgrafentitel wurde dann an Luigi, Sohn seines Bruders, weitergegeben. Luigi (1896–1958) gründete den Maggio Musicale Fiorentino, das ihm gewidmete Centro Tecnico Federale di Coverciano und die Fußballmannschaft der AC Florenz. Sein Bruder Roberto (1899–1991) war ein Historiker und Biograf von Macchiavelli und Savonarola.

## Andere wichtige Personen
- Roberto di Paguzzo Ridolfi plante 1570 eine Verschwörung gegen Elisabeth I. von England, daher der Name Ridolfi-Verschwörung
- Bernardino Ridolfi war Kapitän von zwei Kriegsschiffen in der Schlacht von Lepanto
- Persiano Ridolfi war ein Partisanenkapitän gegen den Faschismus
- Lorenzo Ridolfi (1362–1443), italienischer Jurist, Politiker und Diplomat der Republik Florenz
- Carlo Ridolfi (1594–1658), venezianischer Maler und Künstlerbiograph
- Claudio Ridolfi (1570–1644), italienischer Maler zwischen Manierismus und Barock

### Kleriker
- Niccolò Ridolfi (1501–1550), Kardinal und Erzbischof
- Niccolò di Giovanni Ridolfi, Bischof von Orvieto
- Filippo di Lorenzo Ridolfi († 1574), Bischof von Albi
- Ottavio di Giovanni Ridolfi (1582–1624), Kardinal
- Lucantonio di Giovan Francesco Ridolfi (1587–1650), Hauptvikar der Dominikaner
- Francesco di Lorenzo († 1628), Abt von S.Antonio in Neapel, Vizekonsul der Crusca
- Ludovico di Giovan Francesco, Bischof von Patti (1649)

### Pfalzgrafen
- Lorenzo Ridolfi (1362–1442)
- Antonio Ridolfi
- Giovanni Battista Ridolfi (1448–1514)
- Piero Ridolfi (1467–1525)
- Luigi Ridolfi (1495–1556)
- Piero Ridolfi

### Markgrafen
- Ferdinando Ridolfi
- Pietro Ridolfi
- Niccolò Ridolfi (1662–1727)
- Giuseppe Stiozzi Ridolfi
- Ignazio Ridolfi
- Luigi Ridolfi
- Cosimo Ridolfi (1794–1865)
- Luigi Ridolfi (1824–1909)
- Carlo Ridolfi (1858–1918)
- Luigi Ridolfi (1896–1958)
- Roberto Ridolfi (1899–1991)